# Jean-Louis Beffa
Jean-Louis Beffa ( Niza, 11 de agosto de 1941 ) es un ingeniero y empresario francés. Fue presidente y director general de Saint-Gobain de 1986 a 2007, presidente hasta 2010 y es presidente honorario del consejo de administración del grupo. 

## Biografía
Exmiembro de la Fundación Saint-Simon, formó parte de los consejos de administración de BNP Paribas, GDF Suez, Groupe Bruxelles Lambert, Siemens AG, Le Monde SA, Société Editrice du Monde SA y Le Monde Partenaires SAS, entre otras.
En 2000, él y el economista Nobel Robert Solow cofundaron el Centro Saint-Gobain de Estudios Económicos, que más tarde se convertiría en el Centro Cournot. En 2010 crearon la Fundación Cournot, bajo los auspicios de la organización benéfica pública Fondation de France, de la que fueron copresidentes.

## Educación
- Escuela Nacional Superior de Minas de París
- Escuela politécnica
- Instituto de estudios políticos de París